# Alerta en la frontera
Alerta en la frontera es una película peruana documental de 1941 dirigida por el alemán Kurt Herrmann.

## Argumento
El documental presenta diversas escenas de la guerra peruano-ecuatoriana de 1941 desde el punto de vista de las Fuerzas Armadas del Perú. Fue filmada por diversos reporteros de guerra desde el 5 de julio de 1941 hasta el 29 de enero de 1942 en los propios escenarios del conflicto. Incluye escenas de la vida cotidiana de los inicios de la década de 1940 y el desfile de la victoria de los soldados peruanos en el Estadio Nacional presidido por el presidente Manuel Prado Ugarteche.

## Producción
La película fue producida por Nacional Films, empresa compuesta por varios miembros de la ya disuelta Amauta Films, con el apoyo del Ejército peruano. La fotografía estuvo a cargo de Manuel Trullen y Pedro Valdivieso, mientras que Manuel Cabanillas y Julio Barrionuevo se ocuparon del sonido. En un principio la producción se enfocó en crear un noticiario de actualidades sobre la guerra peruano-ecuatoriana, pero la gran cantidad de metraje grabado obligó a montar una película documental.

### Estreno
Debido a las negociaciones del Protocolo de Río de Janeiro, la película fue censurada y no se estrenó a la fecha prevista en el teatro San Martín en Lima. Los negativos pasaron al control del ejército.
No fue hasta 70 años después que la película fue encontrada en los almacenes del archivo del Centro de Estudios Históricos Militares. Tras su hallazgo se proyectó en el distrito de Miraflores durante la exposición Sobre héroes y tumbas, y finalmente estrenada en el Festival de Cine de Lima de 2014.
En enero de 2021, los 24 materiales de nitrato que conforman la película, resguardados por la Biblioteca Nacional del Perú, fueron declarados Patrimonio Cultural de la Nación por el Ministerio de Cultura.